# Batalha de Falkirk (1298)
A Batalha de Falkirk, (Blàr na h - Eaglaise Brice em gálico) que aconteceu em 22 de julho de 1298, foi uma das maiores batalhas travadas durante a Primeira Guerra de Independência da Escócia. Liderado por seu Rei, Eduardo I, o exército inglês derrotou as forças escocesas lideradas por William Wallace. Esta derrota foi um golpe devastador na moral de Wallace que foi obrigado a renunciar seu cargo de Alto Protetor da Escócia.

## Prelúdio
O rei Eduardo I da Inglaterra soube da derrota do seu exército do norte na batalha da ponte de Stirling. Após concluir uma trégua com Filipe IV da França, em outubro de 1297, ele retornou para a Inglaterra em 14 de março de 1298 para organizar suas forças para uma segunda invasão da Escócia, que já estava em preparo desde o final de 1297. Como ação preliminar, o rei inglês moveu a capital administrativa do país para Iorque. Um conselho de guerra foi reunido na cidade para finalizar os detalhes da invasão. Os magnatas escoceses foram todos convocados para participar mas como nenhum compareceu todos foram declarados traidores. Eduardo ordenou então que seu exército se reunisse em Roxburgh, nas Scottish Borders, em 25 de junho. A força de invasão continha 2 000 cavaleiros e 12 000 soldados de infantaria pagos, embora, como era comum na época, havia também muitos outros que não estavam na folha de pagamento, incluindo soldados querendo perdão de dívidas com a coroa, perdão por crimes cometidos ou apenas homens em busca de aventura e saque, incluindo 10 900 galeses armados com o arco longo inglês.
Eduardo I avançou para a região central da Escócia e o exército de William Wallace evadiu os ingleses, pretendendo não dar batalha a eles, esperando que Eduardo sofresse com a falta de dinheiro e suprimentos, e então ele iria molestar a retirada dos ingleses. Uma frota de navios levando mantimentos extras para as forças de Eduardo foi atrasada devido ao tempo ruim e quando os soldados chegaram na região central da Escócia estavam famintos e cansados. A infantaria galesa, em particular, estava bem desmoralizada. Enquanto as tropas estavam acampadas em Temple Liston, próximo a Edimburgo, houve uma grande luta entre bêbados dentre a cavalaria inglesa, matando 80 galeses. Eduardo quase se viu forçado a recuar devido a sua situação precária. Quando estava perto de se retirar de volta para Edimburgo, o rei inglês recebeu informações de que Wallace havia assumido posições defensivas em Falkirk, a 20 km de distância, talvez já pretendendo perseguir os ingleses quando eles se retirassem. Vendo nisso uma oportunidade, Eduardo teria dito: "Como Deus vive... eles não precisam nos perseguir, pois eu vou encontra-los hoje".

## Batalha

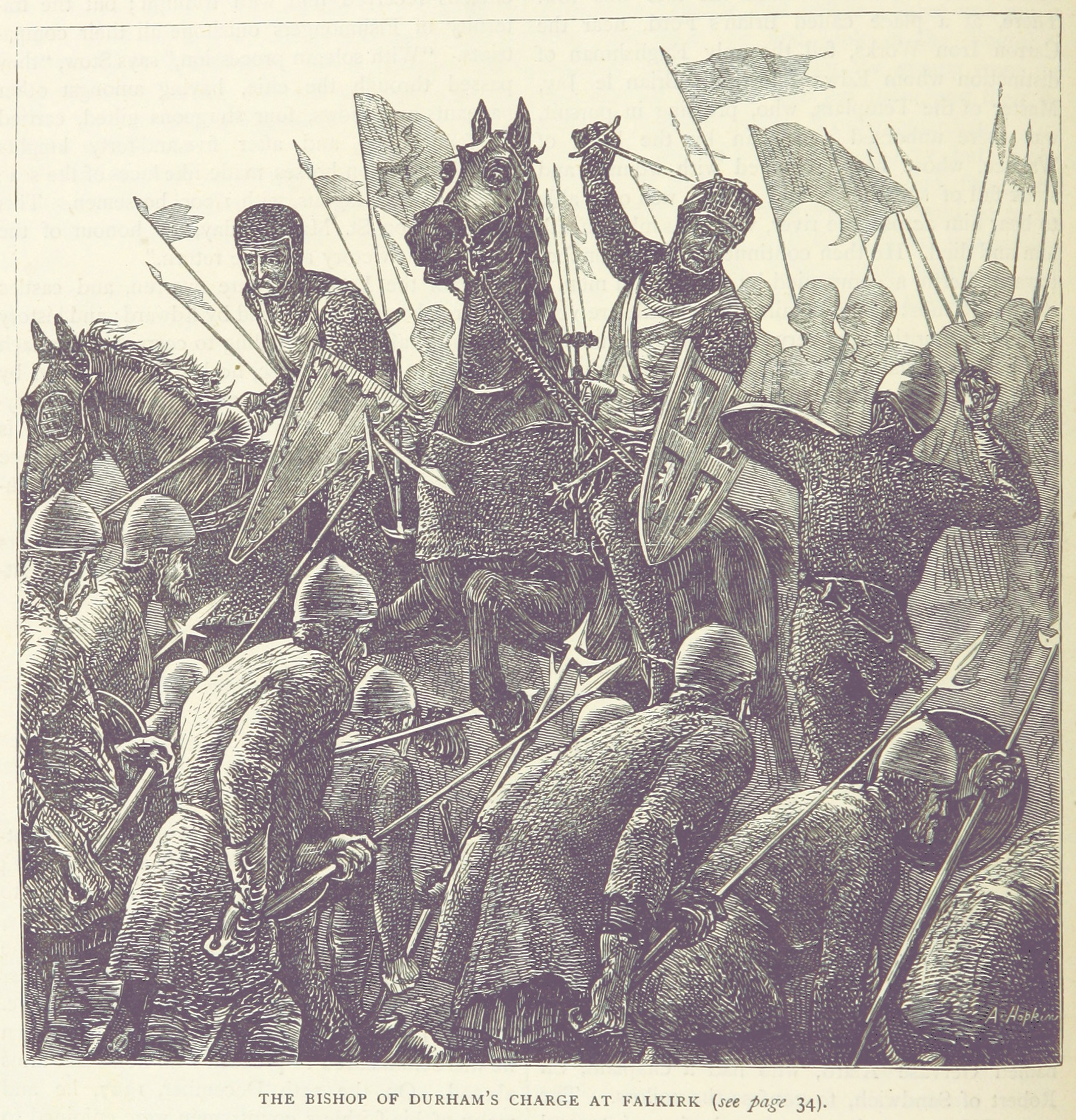
Uma ilustração britânica da batalha.

O exército escocês, formado basicamente por lanceiros, assim como em Stirling, se firmou em quatro posições defensivas conhecidas como "porco-espinho" (ou schiltrons). Os escoceses apontavam suas longas lanças (piques) em diversas direções e alturas em uma formação praticamente impenetrável.  Os espaços entre os bolsões eram preenchidos com arqueiros e na retaguarda haviam soldados a cavalo e de infantaria, fornecidos pelo Clã Cummings e outros magnatas.
A 22 de julho de 1298, a cavalaria inglesa, dividida em quatro batalhões, finalmente avistaram o inimigo. O flanco esquerdo era comandado pelos condes de Norfolk, Hereford e Lincoln. O direito estava sob a liderança de Antony Bek, Bispo de Durham, enquanto o centro era comandado pelo próprio rei Eduardo I. O conde de Norfolk e seus colegas atacaram imediatamente, mas tiveram de desviar para o oeste quando se depararam com um pequeno pântano em frente as posições escocesas. Bek tentou conter seu batalhão, esperando o rei se reposicionar, mas seus cavaleiros estavam ansiosos para se juntar a luta que já estava acontecendo a todo o vapor no flanco esquerdo. De forma desorganizada, a cavalaria inglesa atacou os escoceses, na esquerda e na direita, forçando o recuou de John Comyn, que teve que abandonar o campo.
Os arqueiros escoceses, sob comando de Sir John Stewart de Bonkill, permaneceram em suas posições e acabaram massacrados. Ainda assim, os schiltrons ficaram firmes, com os cavaleiros ingleses não conseguindo penetrar a formação e sofrendo baixas no processo. O rei Eduardo chegou a tempo de testemunhar a desordem da sua cavalaria e trabalhou rápido para restabelecer a disciplina. Os cavaleiros receberam ordens de recuar e Eduardo implementou as táticas que William Beauchamp, Conde de Warwick, utilizou para derrotar os lanceiros galeses na batalha de Maes Moydog, em 1295. Então, os cavaleiros escoceses decidiram atacar as posições inglesas, mas ao ver o tamanho das forças inimigas, acabaram por abandonar o campo, deixando a infantaria escocesa isolada e sem apoio.
Com a cavalaria escocesa debandando, Eduardo I ordenou que seus arqueiros avançassem e lançassem uma chuva de flechas continua sobre as posições inimigas. Com pouca proteção e numa posição exposta, incapazes de avançar ou retroceder, os escoceses sofreram pesadas baixas. A cavalaria inglesa esperou, desta vez aguardando o comando do rei, até que as posições escocesas perderam a coesão devido as flechadas, quebrando a formação dos schiltrons. Os soldados ingleses então atacaram e o exército escocês quebrou.
As forças escocesas sofreram pesadas perdas, incluindo Macduff, filho do Conde de Fife. Os sobreviventes, incluindo Wallace, bateram em retirada e tentaram evadir a captura da melhor forma que podiam, com a maioria fugindo para as florestas de Torwood.

## Implicações
As baixas entre a liderança escocesa não foram pesadas, mas os segundo-em-comando de Wallace, Sir John de Graham, Sir John Stewart de Bonkill e Macduff de Fife, foram mortos. A reputação militar de William Wallace foi seriamente avariada e ele foi forçado a renunciar a posição de Guardião da Escócia.